# Doreen Remour Nziwa
Doreen Remour Nziwa (4 de julho de 1982) é uma jogadora de rugby sevens queniana.

## Carreira
Doreen Remour Nziwa integrou o elenco da Seleção Queniana Feminina de Rugbi de Sevens, na Rio 2016, que foi 11º colocada.